# Me'Lisa Barber
Me'Lisa Barber (Livingston, Nueva Jersey, 4 de octubre de 1980) es una atleta estadounidense especialista en pruebas de velocidad y campeona mundial de los 60 metros en pista cubierta en 2006.
Estudió en la Universidad de Carolina del Sur, y en 2001 participó en la Universiada de Pekín, donde ganó el oro con el equipo de relevos de 4 × 400 m. En el equipo también estaba su hermana gemela Miki Barber.
En 2003 tuvo su primer resultado importante al ganar la medalla de oro con el equipo de EE. UU. de relevos 4 × 400 m en los mundiales al aire libre de París. A nivel individual ese año fue 5.ª en los 400 m lisos de los campeonatos de EE. UU.
En 2005 empezó a brillar entre la élite mundial en las pruebas de velocidad. Se proclamó campeona de Estados Unidos en los 100 m y fue 4.ª en los 200 m. En los Campeonatos Mundiales al aire libre celebrados en Helsinki, fue 5.ª en la final de los 100 m con una marca de 11.09, y medalla de oro con el equipo de relevos 4 × 100 m.
A principios de 2006 ganó el oro de los 60 m lisos en los Campeonatos del Mundo en pista cubierta celebrados en Moscú, con una marca de 7.01, por delante de su compatriota Lauryn Williams, medalla de plata. La final fue tan apretada que ambas hicieron el mismo tiempo y fue necesario recurrir a la foto finish para determinar la vencedora. Me'Lisa también se ha proclamado campeona de EE. UU. en esta prueba.
Su entrenador es Trevor Graham, y actualmente reside en Raleigh, Carolina del Norte. Pertenece al club Adidas, y es una de las principales figuras de la velocidad estadounidense, junto a Lauryn Williams, LaTasha Colander y Allyson Felix.